# على مسرح الحياة (فلم)
على مسرح الحياة فيلم مصري من إنتاج عام 1942، بطولة حسين رياض وأنور وجدي، إخراج أحمد بدرخان.

## فريق العمل
- حسين رياض في دور رشدي
- أنور وجدي في دور امين
- روحية خالد في دور وفية
- زينب صدقي في دور رمزية
- فردوس محمد في دور فاطمة
- ثريا فخري في دور عائشة
- سعاد زكي في دور ريري
- أمينة شريف في دور سعدية
- هاجر حمدي
- سامية جمال

## روابط خارجية
- على مسرح الحياة على موقع IMDb (الإنجليزية)
- على مسرح الحياة على موقع الدهليز
- على مسرح الحياة على موقع قاعدة بيانات الأفلام العربية